# Helena (Mutter Konstantins des Großen)

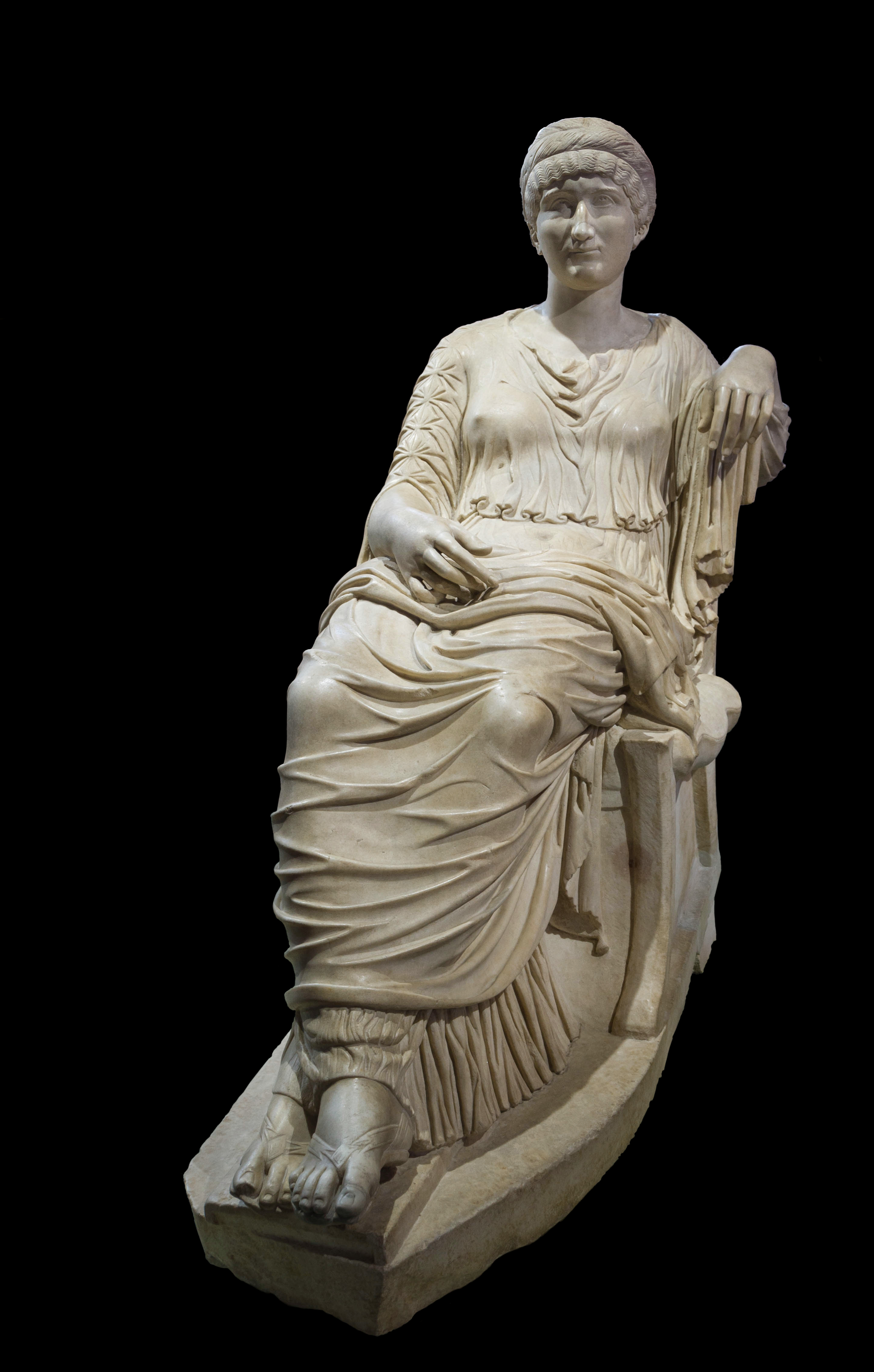
Sitzende Statue aus der Zeit der Antonine (Ende 2. Jahrhundert), deren Kopf in konstantinischer Zeit zu einem Porträt der Kaisermutter umgearbeitet wurde (Kapitolinische Museen, Rom)

Flavia Iulia Helena (altgriechisch Ἑλένη Helénē; * 248/250 in Drepanon, heute Karamürsel, in Bithynien; † vermutlich am 18. August um 330 in Nikomedia, heute İzmit), auch Helena von Konstantinopel, war die Mutter des römischen Kaisers Konstantin, von dem sie zur Augusta ernannt wurde. In der katholischen und der orthodoxen Kirche wird sie als Heilige verehrt.

## Leben

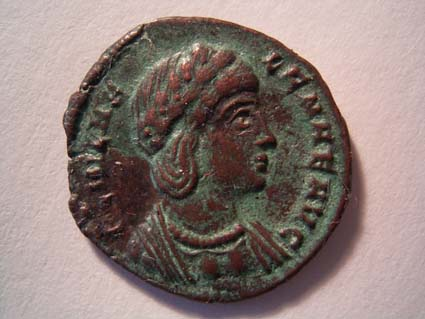
Follis Helenas

Helena wurde vermutlich 248/250 in Drepanon in der Provinz Bithynien am Bosporus geboren. Sie stammte aus sehr einfachen Verhältnissen. Der christliche Kirchenvater Ambrosius von Mailand schreibt, sie sei eine gute Herbergswirtin gewesen. In der Regel wird eine niedrige Herkunft angenommen, doch besteht auch die Möglichkeit, dass sie aus gehobenen Verhältnissen stammte. Beispielsweise finden sich spätere britische Legenden, die sie als Tochter eines romano-britannischen Königs namens Coel sehen.
Sie führte eine Beziehung mit dem römischen Offizier Constantius Chlorus und brachte zwischen 272 und 280 den gemeinsamen Sohn Konstantin zur Welt. Ob Constantius und Helena auch verheiratet waren, ist umstritten. Die beiden lebten möglicherweise in einem langjährigen Konkubinat. Constantius Chlorus trennte sich 289 von Helena, um Flavia Maximiana Theodora, die Stieftochter des Kaisers Maximian, zu heiraten. Er wurde von Maximian adoptiert und 293 im Rahmen der Tetrarchie zum Caesar (Unterkaiser) ernannt. Aus der Ehe mit Theodora gingen mehrere legitime Nachkommen hervor.

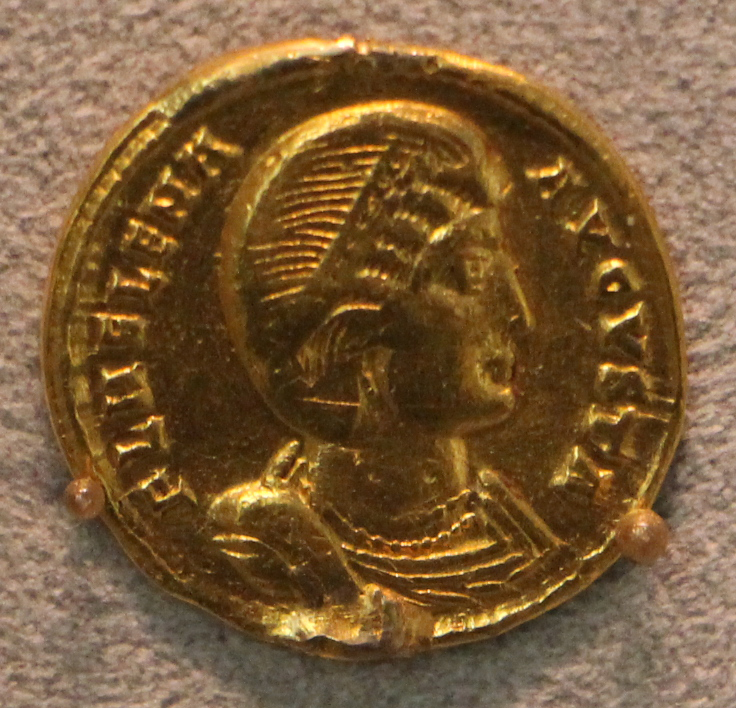
Solidus Helenas, um 324 n. Chr.

Nach dem Tod von Constantius Chlorus übernahm Helenas Sohn Konstantin das Heer des Vaters und wurde am 25. Juli 306 vom Heer im heutigen York zum Augustus (Oberkaiser) ausgerufen. Nach seinem Regierungsantritt holte er seine Mutter nach Trier. Während Constantius Chlorus Heide gewesen war, ließ Helena sich zu einem unklaren Zeitpunkt taufen. Ihr Sohn Konstantin besiegte 312 seinen Gegner Maxentius in der Schlacht an der Milvischen Brücke – der Legende nach mit dem Christusmonogramm auf den Schilden der Legionäre – und erließ im Jahr darauf die Religionsfreiheit gewährende Mailänder Vereinbarung (siehe auch Konstantinische Wende). Seit ungefähr 317 wies Konstantin seiner Mutter, die zuvor nicht in Erscheinung getreten war, eine prominente öffentliche Rolle zu, womit auch die Erhebung zur Augusta zusammenhing.

### Kreuzauffindung
Nach dem Zeugnis des Bischofs Ambrosius von Mailand und des Eusebius von Caesarea reiste Helena um 326 im Alter von vermutlich 76 Jahren nach Palästina. Unterwegs machte sie auch Station auf Zypern, was später in den Bemühungen der dortigen Kirche um Autokephalie eine Rolle spielen sollte.
In einer im Jahr 395 gehaltenen Leichenrede auf Theodosius I. erwähnt Ambrosius von Mailand, Helena habe das Kreuz Jesu suchen lassen, und im 5. Jahrhundert berichten Kirchenhistoriker wie Sokrates Scholastikos, Helena habe in Jerusalem den Bischof Makarios darauf hingewiesen, dass der lokalen Überlieferung nach unter einem von den Römern im 2. Jahrhundert errichteten Venustempel das Grab Christi liegen müsse. Dieser Tempel sei von Kaiser Hadrian nach dem Bar-Kochba-Aufstand errichtet worden, um die Verehrung des Grabes durch die Christen zu beenden, denn schon in den ersten 100 Jahren nach der Kreuzigung Christi seien Golgota (der biblische Ort der Kreuzigung) und das etwa 40 Meter entfernte Grab Stätten der Verehrung für die wachsende Gemeinde der Judenchristen gewesen. Als Hadrian nach der Niederschlagung des Aufstandes im Jahre 135 über dem zerstörten Jerusalem die Colonia Aelia Capitolina gründete, soll er die Stadt seiner Lieblingsgöttin Venus geweiht und dieser über den frühchristlichen Heiligtümern am Westrand des Forums einen großen Tempel errichtet haben. Eine hohe Terrasse, auf der sich nun eine Stele der Göttin erhob, soll das vermutete Heilige Grab und den ganzen Golgotafelsen bedeckt haben. Dieser künstlichen Terrasse sei es zu verdanken, dass die beiden Stätten erhalten blieben. Die zeitlich nächste Quelle, Eusebius von Caesarea, berichtet um 338 von Helenas Palästinareise und preist die Kaiserin für den Bau von Kirchen in Bethlehem und auf dem Ölberg, stellt allerdings keine Verbindung zur Kreuzauffindung her, die von Eusebius allein Makarios zugeschrieben wird; erst spätere Autoren wie Ambrosius und Sokrates Scholastikos lassen Helena eine Rolle bei der Suche nach dem Kreuz spielen.
Gemäß ihrer Heiligenlegende veranlasste Helena jedenfalls Grabungen, bei denen unter anderem Reste des Kreuzes Christi sowie der Ort des Heiligen Grabes gefunden worden sein sollen. Nach mittelalterlichen Legenden wurde unter den drei gefundenen Kreuzen das Kreuz Christi durch eine Totenerweckung bei Berührung des Kreuzes identifiziert („Kreuzesprobe“, „Kreuzeswunder“).
Helena ließ die aufgefundenen Reste des Kreuzes Christi gemäß dem Bericht späterer Kirchenhistoriker in drei Teile teilen: Ein Drittel des Kreuzes blieb in Jerusalem; ein Drittel nahm die Kaisermutter mit nach Rom; ein Drittel sandte sie ihrem Sohn nach Konstantinopel. Der Jerusalemer Teil des Heiligen Kreuzes befand sich in einem silbernen, nach einigen vergoldeten Kästchen und soll noch von den erobernden Kreuzrittern im Jahre 1099 dort vorgefunden worden sein. Das große Holzstück des Heiligen Kreuzes im Vatikan wurde im Jahr 1629 auf Weisung des Barberini-Papstes Urban VIII. aus Santa Croce in Gerusalemme in den Petersdom verbracht, wo es heute in der Reliquienkapelle des Heiligen Kreuzes in einem der vier Pfeiler der mächtigen Kuppel über der 1639 vollendeten Helenastatue des Andrea Bolgi aufbewahrt wird. Der konstantinopolische Teil der Kreuzesreliquie soll nach der Eroberung der Stadt im Jahre 1204 unter den Kreuzfahrern aufgeteilt worden sein und so in vielen Splittern seinen Weg in Kirchen und Klöster der katholischen Christenheit gefunden haben.

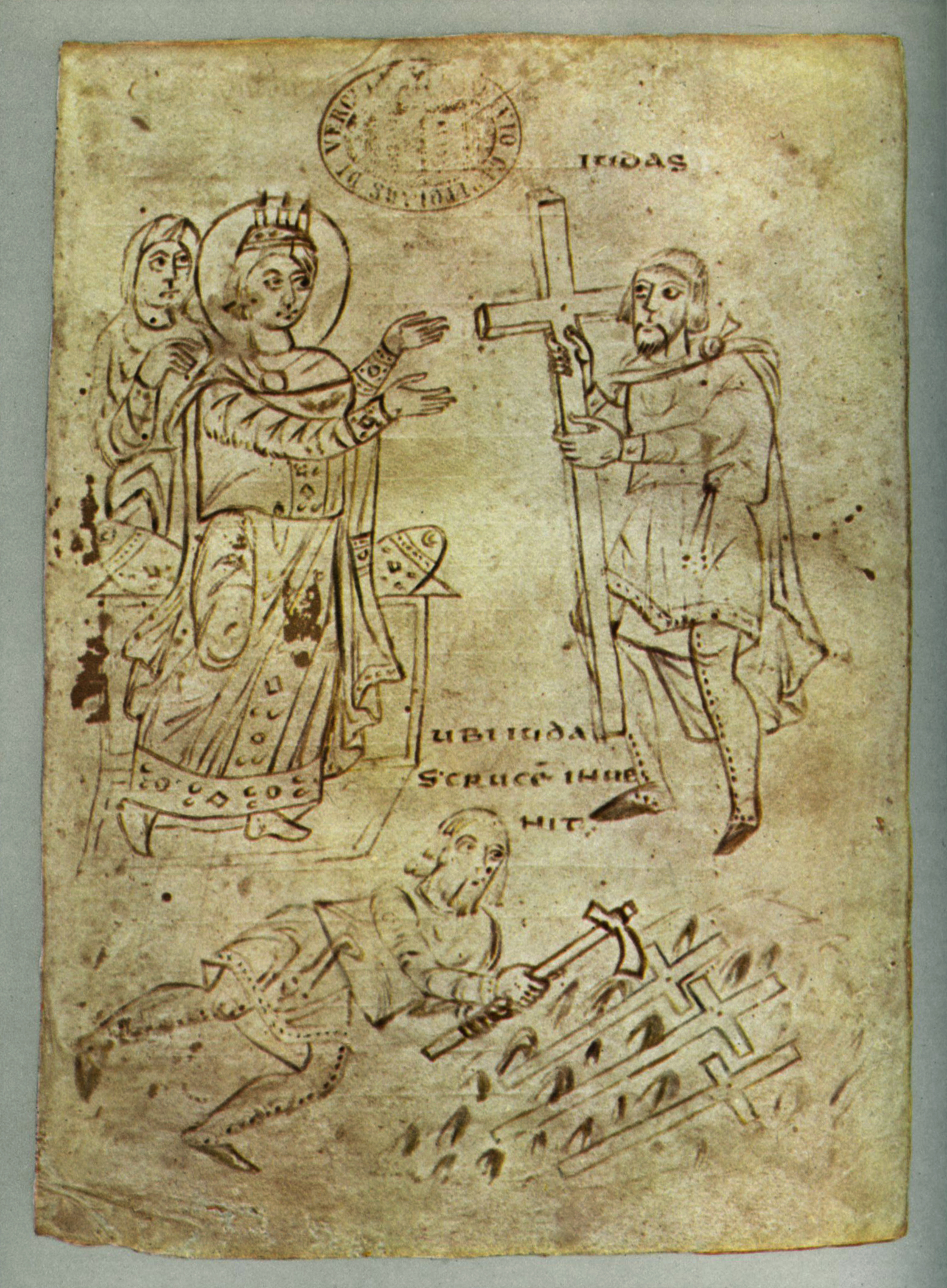
Auffindung des Kreuzes, Miniatur, um 825 (Biblioteca Capitolare, Vercelli)
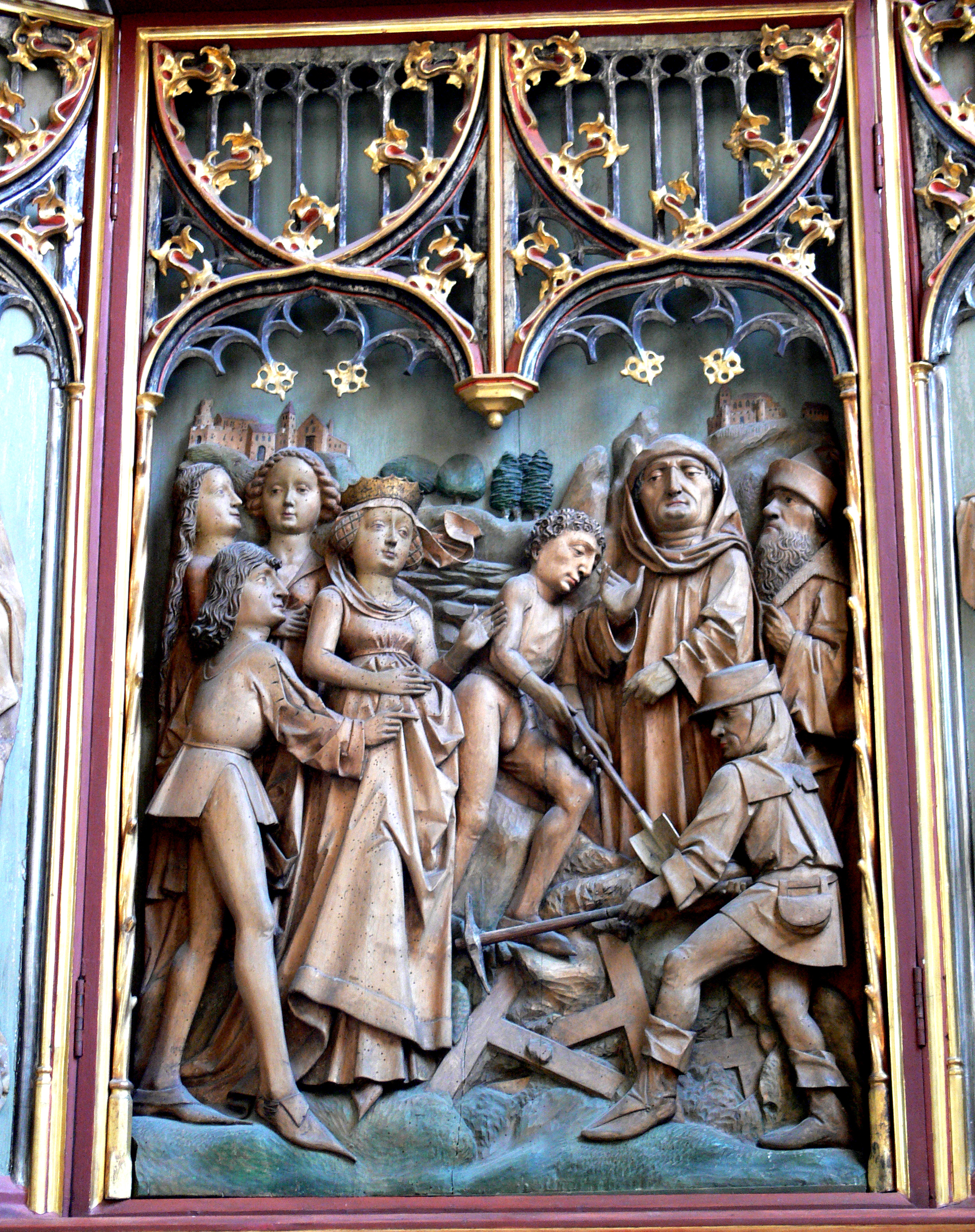
Kreuzauffindung durch Kaiserin Helena, Bamberg, um 1490
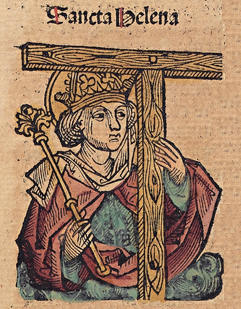
Die heilige Helena in der Nürnberger Chronik, 1493
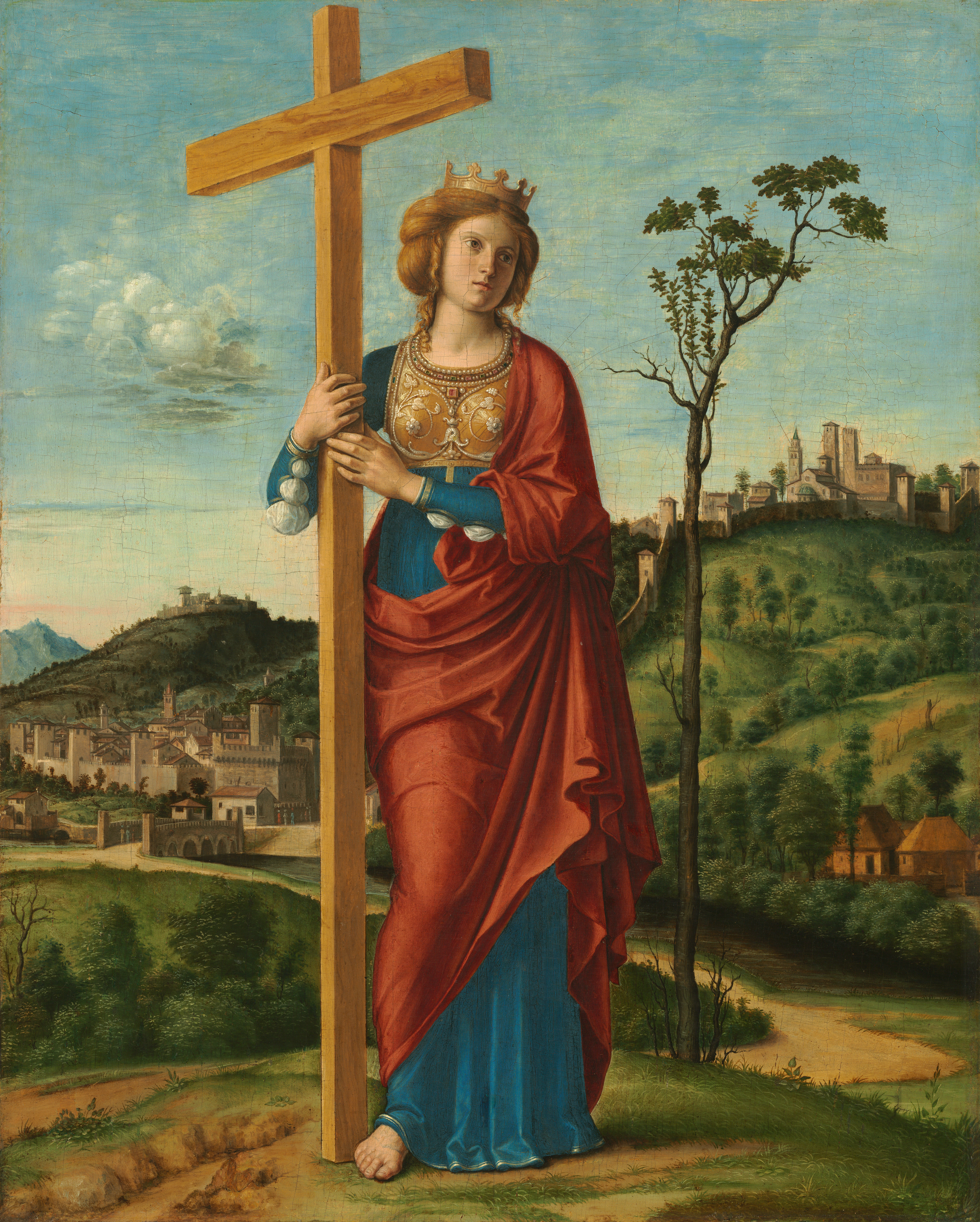
Cima da Conegliano: Sant’Elena, 1495
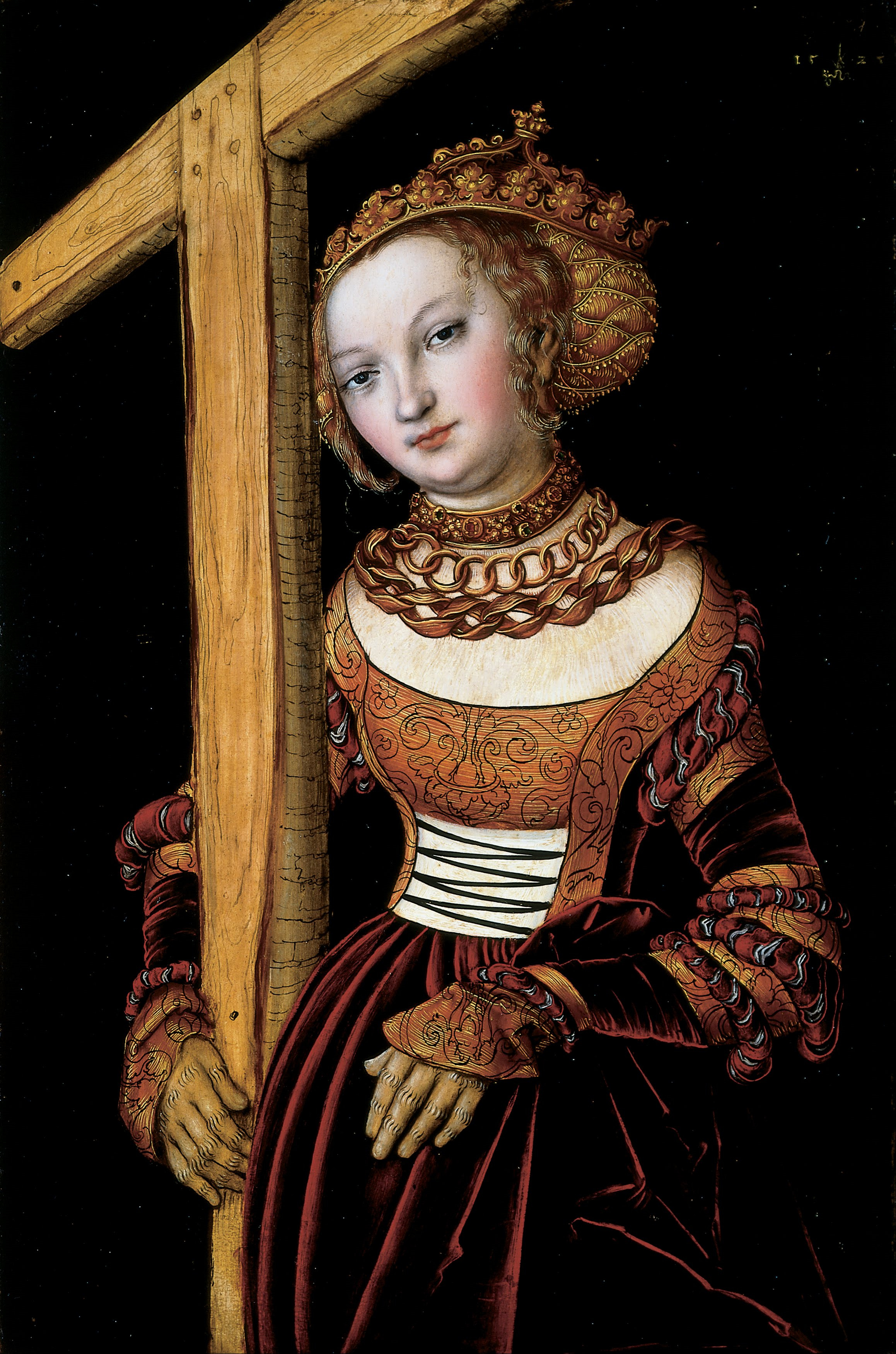
Lucas Cranach der Ältere: St. Helena mit dem Kreuze, 1525
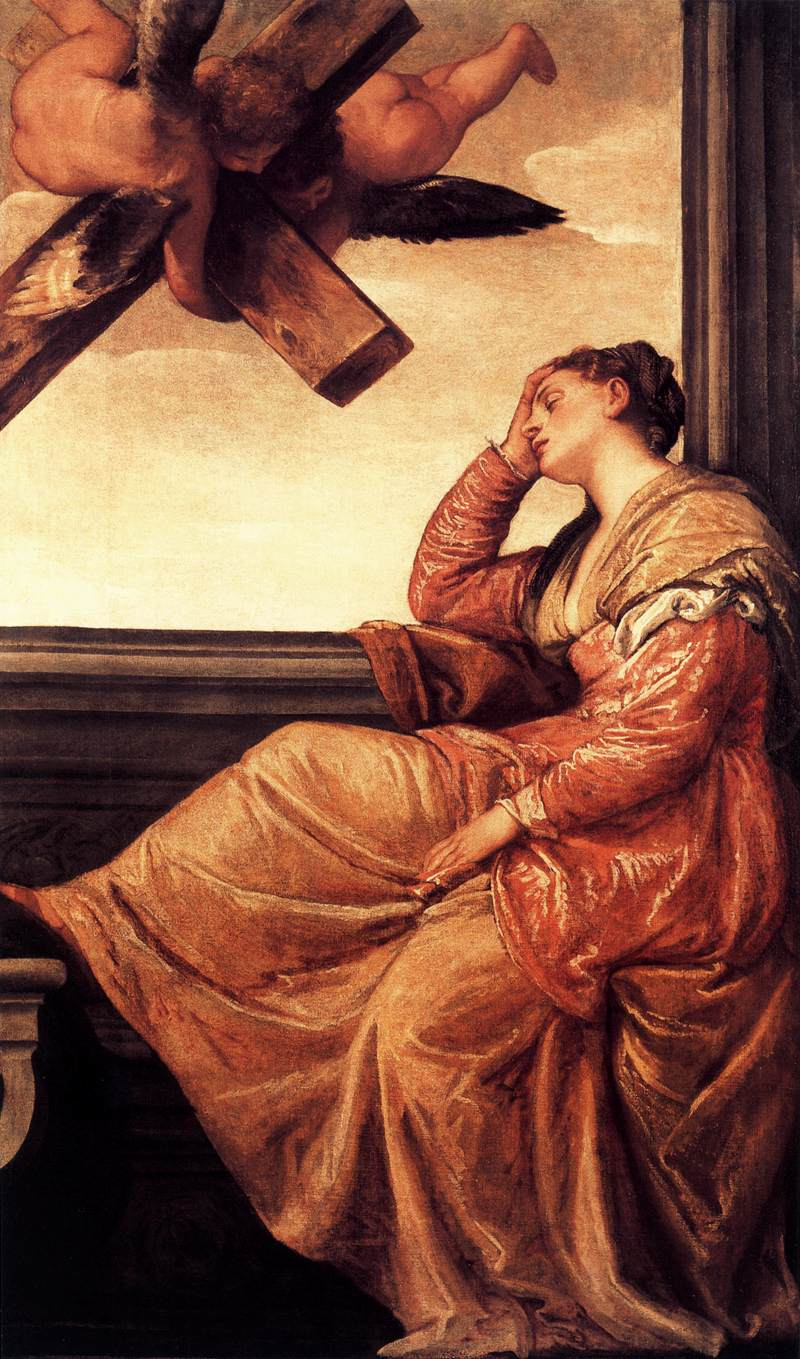
Paolo Veronese: La visione di Sant’Elena, um 1575
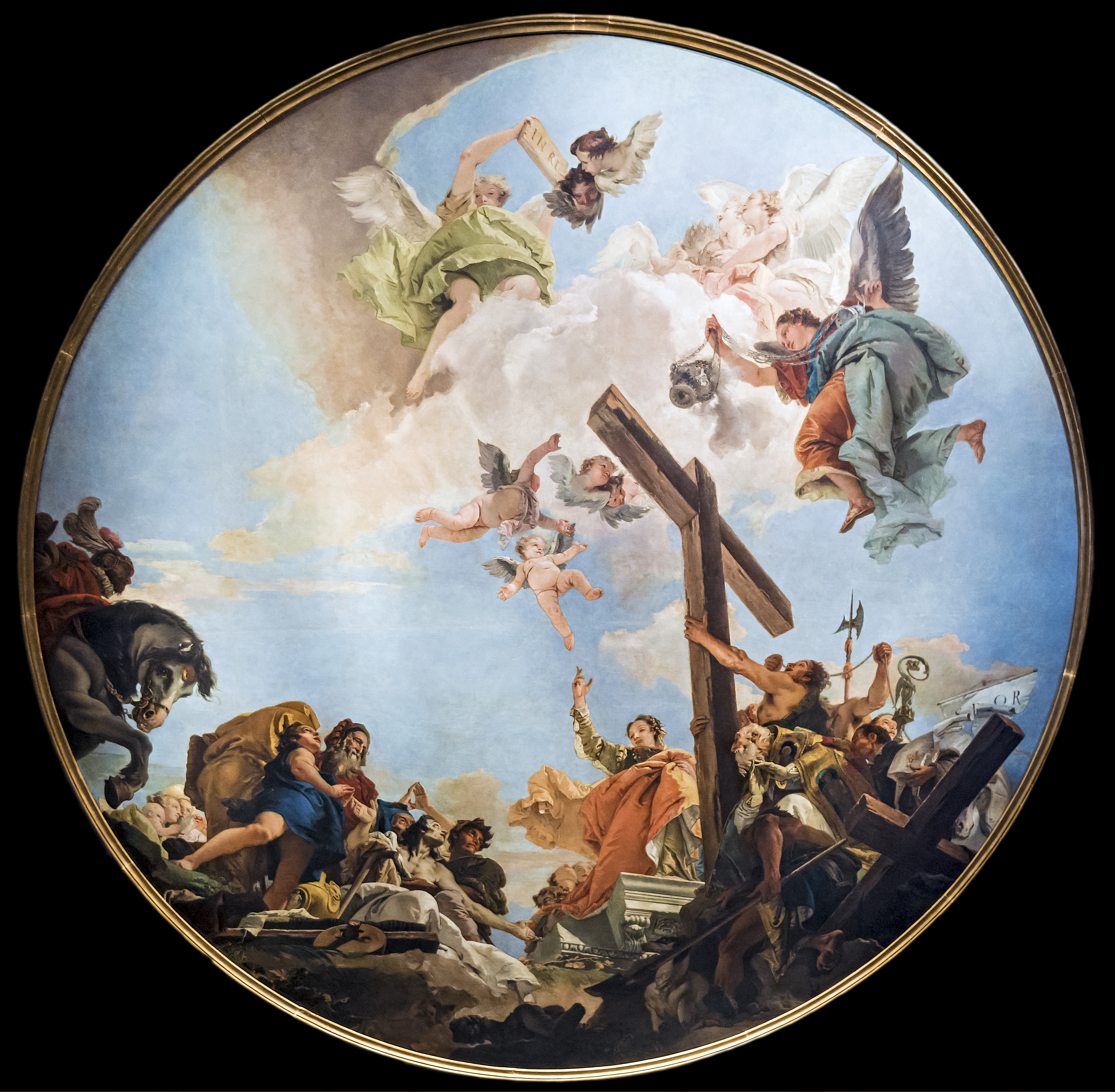
Giovanni Battista Tiepolo: Esaltazione della croce, 1740–45

Über dem Grab und der Kreuzauffindungsstelle ließen Helena und ihr Sohn Konstantin eine Basilika, die Grabeskirche, errichten. Auch die Geburtskirche in Betlehem und die später zerstörte Eleona- (also Helena-) Basilika auf dem Ölberg gehen auf Helena zurück. Zudem ist sie auch Stifterin vieler anderer Kirchenbauten in und um Jerusalem sowie an anderen Orten.

### Reliquien der Heiligen Drei Könige
Helena werden zudem die Auffindung und Mitnahme der Reliquien der Heiligen Drei Könige zugeschrieben. Zunächst waren die Reliquien im Familienbesitz und wurden später an Bischof Eustorgius verschenkt. Sie kamen schließlich nach Mailand, bis sie von Kaiser Friedrich Barbarossa in den Kölner Dom verbracht wurden. Die erhaltenen Gewebe zeigen große Ähnlichkeit mit Vergleichsstücken aus Syrien zur Zeitenwende.

### Tod Helenas
Als Sterbedatum Helenas werden die Jahre zwischen 329 und 335 angegeben, 329 ist als Todesjahr am wahrscheinlichsten, weil danach keine Münzen mehr mit ihrem Namen geprägt wurden. Sie starb damit vermutlich am 18. August 329 in Nikomedia (İzmit). Ihre Beisetzung erfolgte im sogenannten Helenamausoleum im Südosten von Rom. Der sogenannte Sarkophag der Helena aus rotem Porphyr befindet sich heute in den Vatikanischen Museen. Die Kampfszenen zwischen Römern und Germanen auf dem Sarkophag deuten darauf hin, dass er ursprünglich für einen Feldherrn, vielleicht Kaiser Konstantin selbst, bestimmt war.

## Verehrung
Der Gedenktag der hl. Helena ist in der römisch-katholischen Kirche der 18. August, in der orthodoxen, armenischen, anglikanischen Kirche sowie der evangelisch-lutherischen Kirche in Amerika und der Missouri-Synode der Lutheran Church der 21. Mai, in der koptischen Kirche der 4. Mai.
Heute ruhen die Reliquien der Heiligen in einer großen Porphyrwanne unter einem achteckigen Altaraufbau im linken Querhaus in der Kirche Santa Maria in Aracoeli in Rom. Im Trierer Dom wird das Haupt Helenas als Reliquie verehrt. Dies schenkte Kaiser Karl IV. dem Trierer Erzbischof.
Die hl. Helena gilt unter anderem als Schutzpatronin der Nagelschmiede (wegen der überlieferten Auffindung der Kreuznägel Christi, von denen einer im Bamberger Dom, einer in der Heiligen Lanze zu Wien und ein weiterer in der römischen Kirche Santa Croce in Gerusalemme als Reliquie verehrt wird). Außerdem wird ihre Fürbitte gegen Unwetter und Feuersgefahr erfleht. Der Gedenktag gehört zu den Eigenfesten des Ritterordens vom Heiligen Grab zu Jerusalem.
Zu einer großen Verehrung der hl. Helena kam es vor allem im 12. Jahrhundert in Bonn, wo die Kaiserin der Legende nach als Stifterin des Bonner Münsters bzw. einer ersten Kirche über den Gräbern christlicher Märtyrer (hll. Cassius und Florentius) gilt. Davon zeugen zahlreiche Darstellungen im Bonner Münster und vielen anderen Kirchen und Kapellen in Bonn, wie beispielsweise in der barocken Kreuzbergkirche. 1135 erhielt der Propst des Cassius-Stiftes, Gerhard von Are, Reliquien der hl. Helena, die allerdings im 16. Jahrhundert bei einer Plünderung verlorengingen. 2012 schenkte das Trierer Domkapitel dem Bonner Münster eine Reliquie aus dem Reliquienschatz des Trierer Doms, um die „empfindliche Lücke in der Verehrung“ zu schließen, wie es in der Schenkungsurkunde heißt.

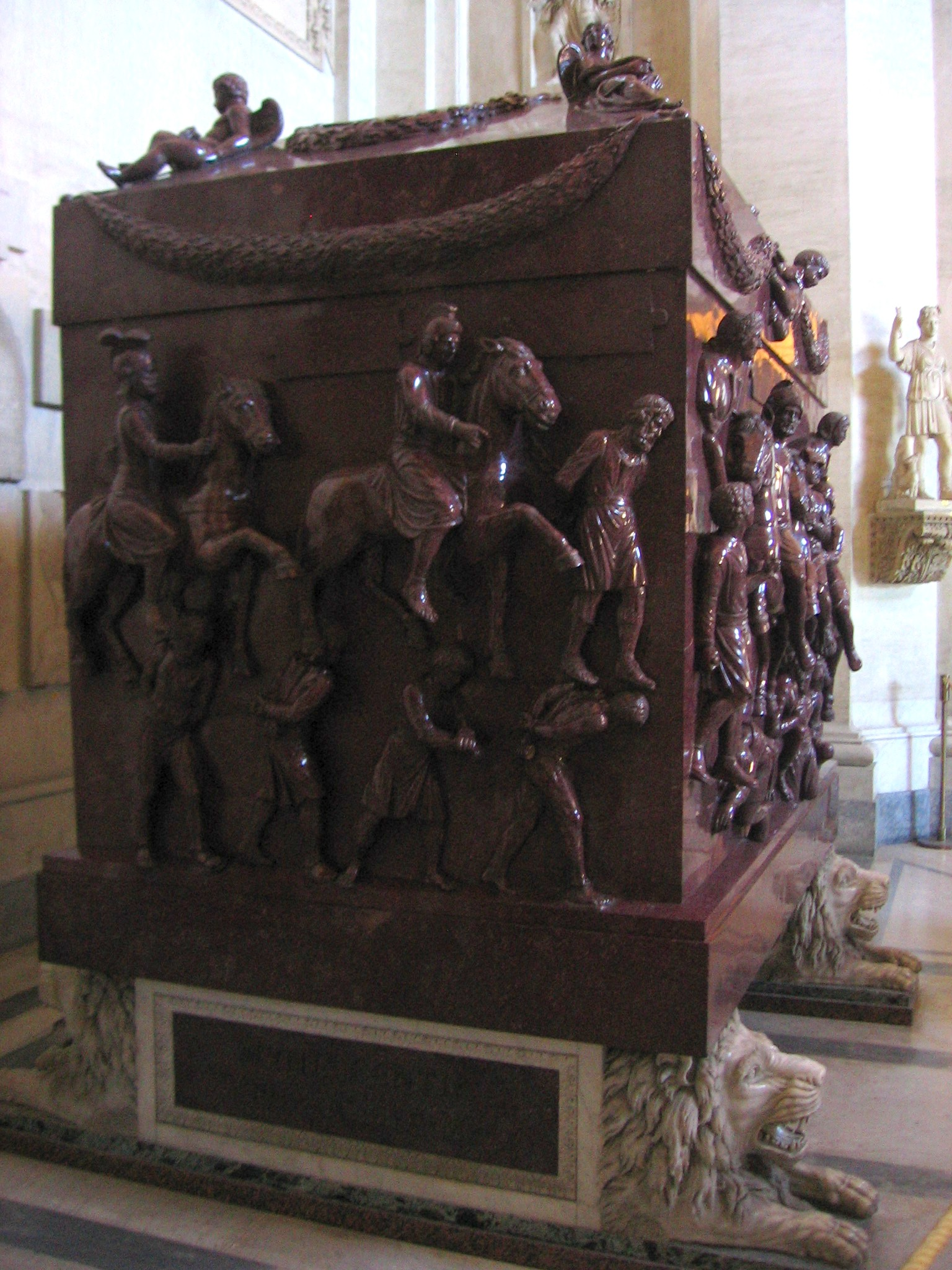
Der Sarkophag der heiligen Helena, um 340, ursprünglich im Helenamausoleum aufgestellt (Museo Pio-Clementino, Rom)
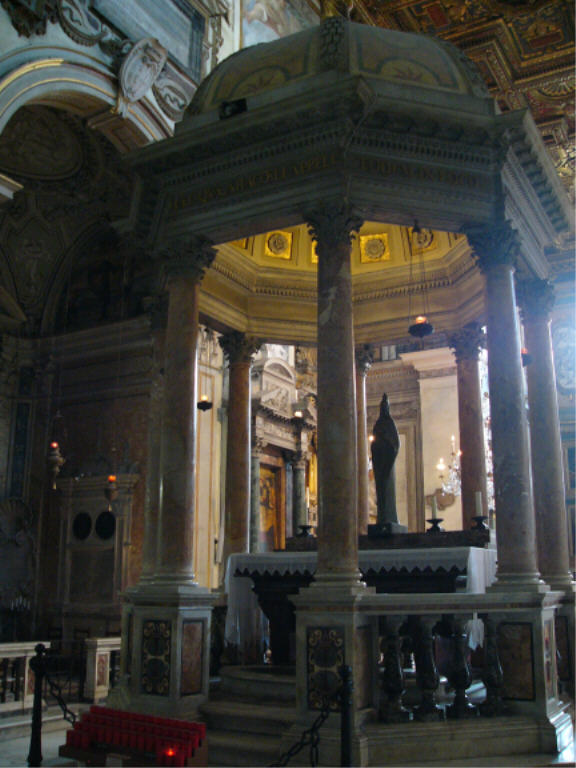
Grabmal der heiligen Helena in der Kirche Santa Maria in Aracoeli
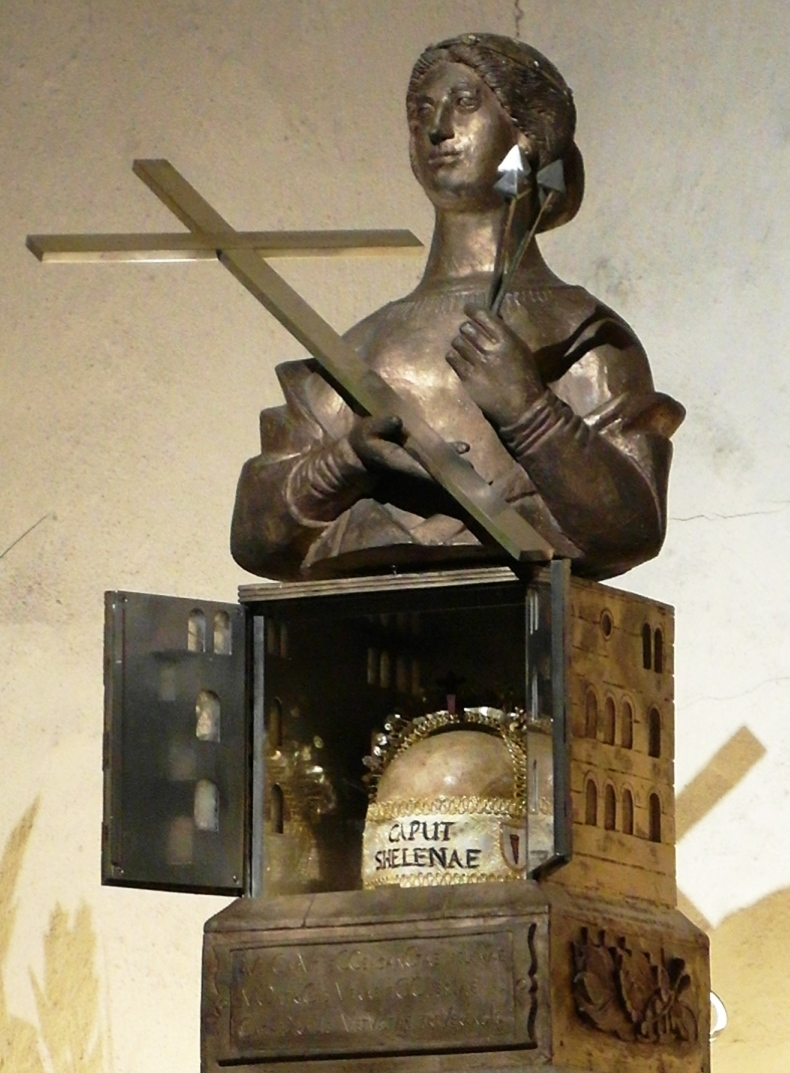
Schädelreliquie der Kaiserin Helena in der Krypta unter dem Trierer Dom
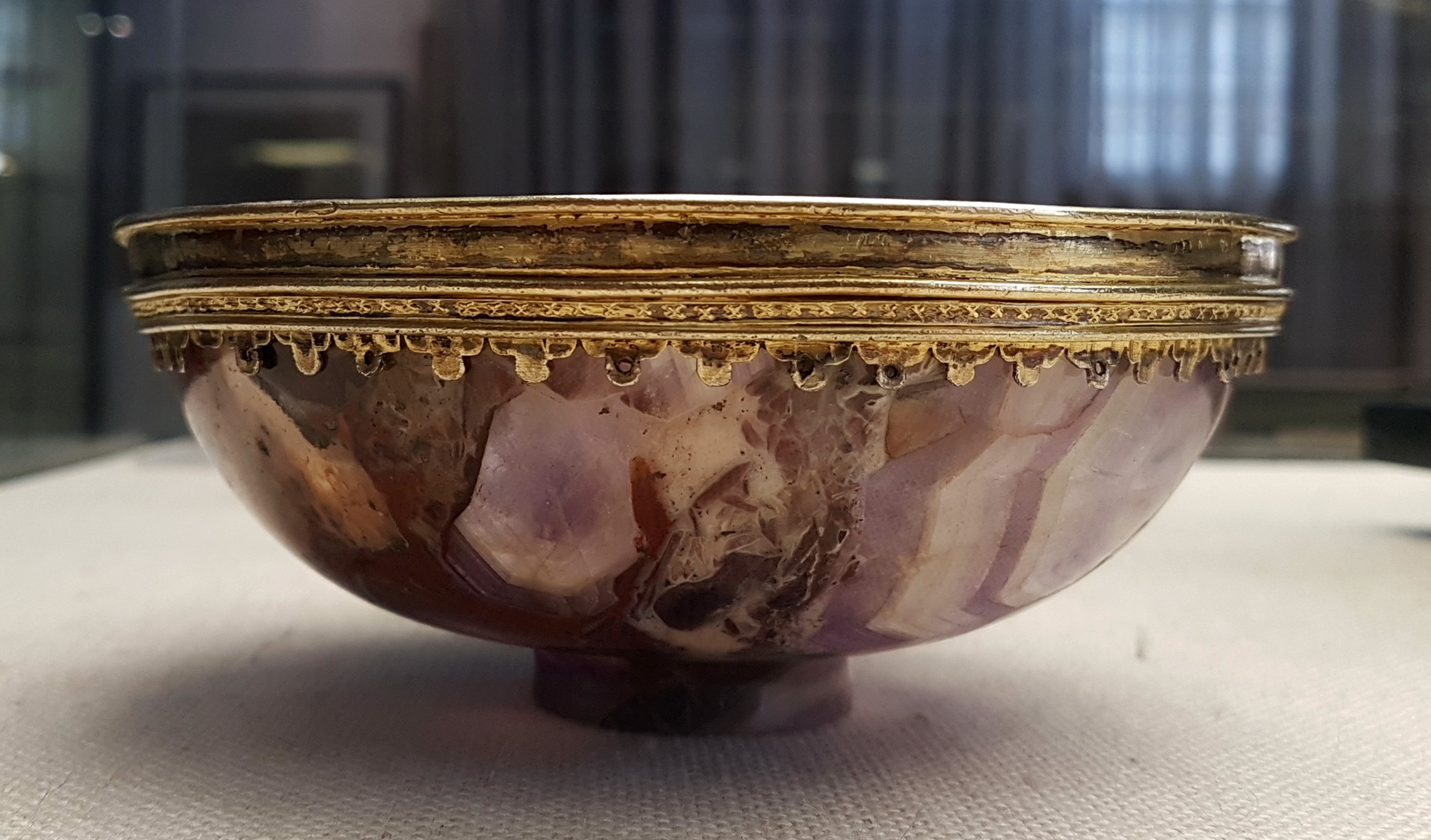
Die sogenannte Helena-Trinkschale aus dem Trierer Domschatz, 3.–4. Jahrhundert (Silberbeschlag aus dem 14. Jahrhundert)
Ikone der hll. Konstantin und Helena, 16. Jahrhundert (Museum für byzantinische Kultur, Thessaloniki)

St.-Helena-Kirchen befinden sich zum Beispiel in:
- Rheindahlen (katholisch),
- Viersen-Helenabrunn (katholisch),
- Bonn (Helenenkapelle),
- Lasel in der Eifel, (katholische Pfarrkirche),
- Schmalkalden (katholisch),
- Aldein am Regglberg (Südtirol).

Die im Südatlantik gelegene Insel St. Helena ist nach der Heiligen und Kaisermutter benannt, ebenso weitere Städte (siehe u. a. St. Helena (Begriffsklärung) und Santa Helena).
Früher wurde die hl. Helena oft mit der walisischen Heiligen Helen of Caernarfon (walisisch: Elen Luyddawg) verwechselt, die zwar ebenfalls einen Sohn namens Konstantin hatte, aber sechzig Jahre nach Flavia Iulia Helena lebte.

## Darstellungen

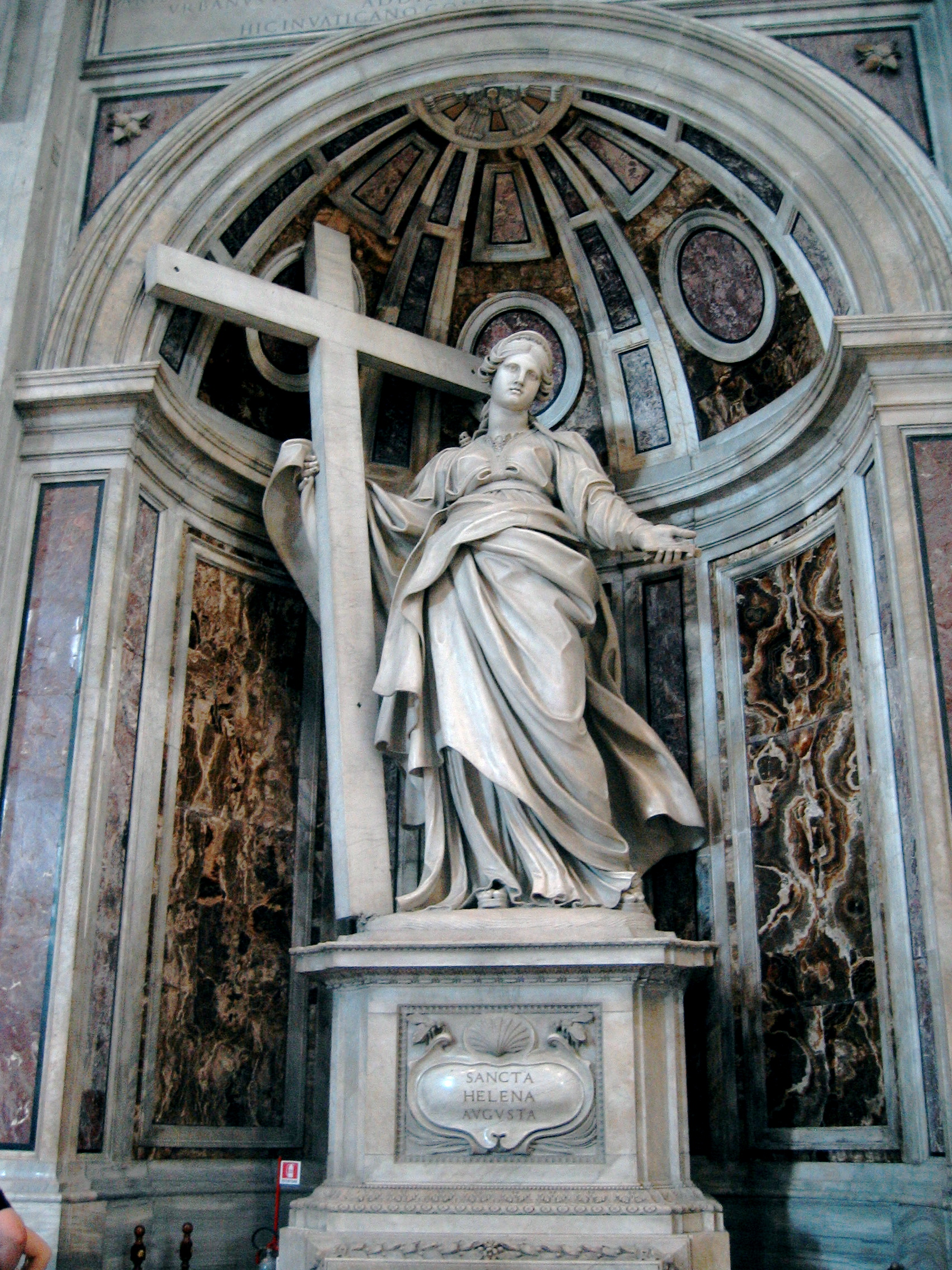
Andrea Bolgi: Helena mit dem Kreuz Christi (Peterskirche, Rom)

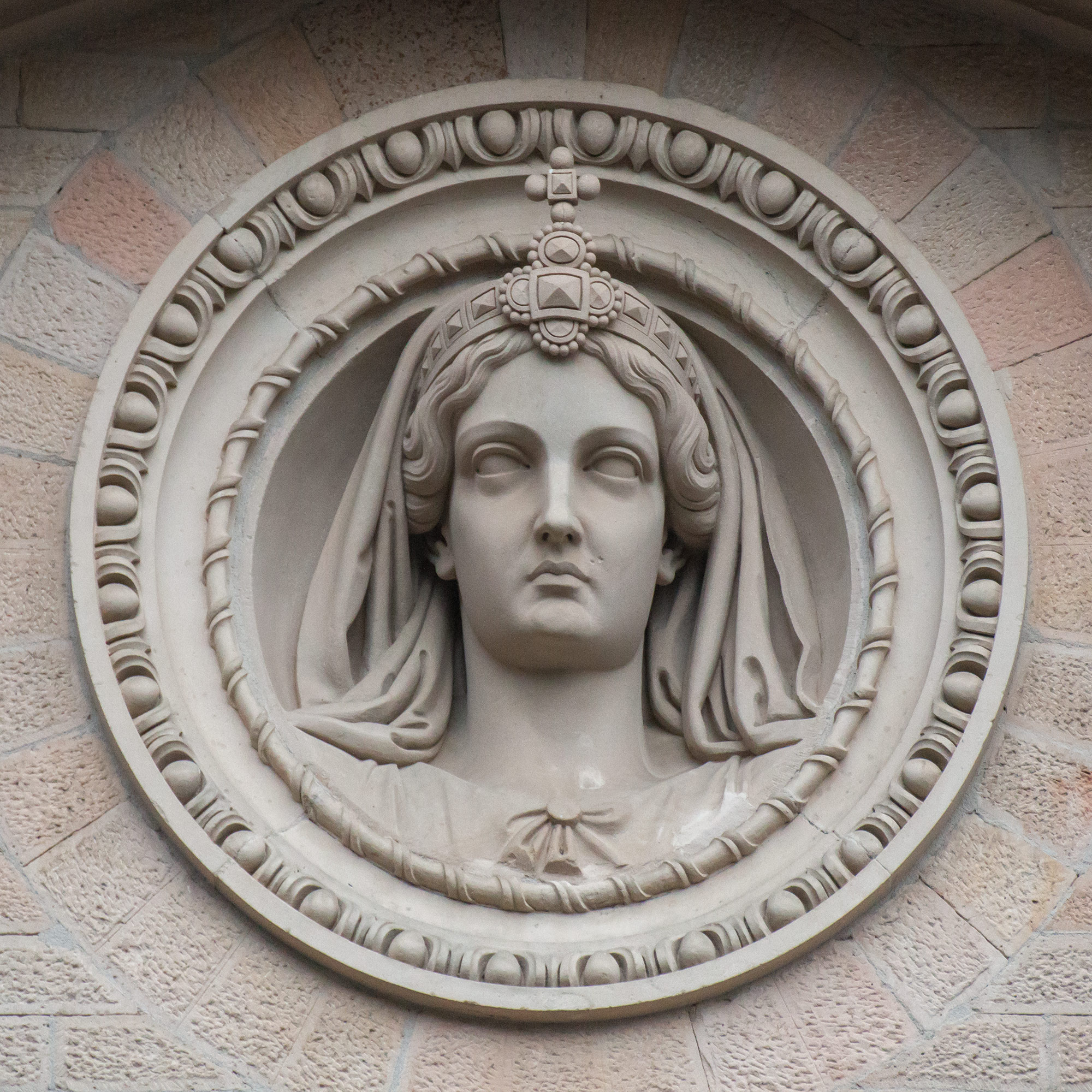
Darstellung Helenas an der Griechischen Kapelle in Wiesbaden

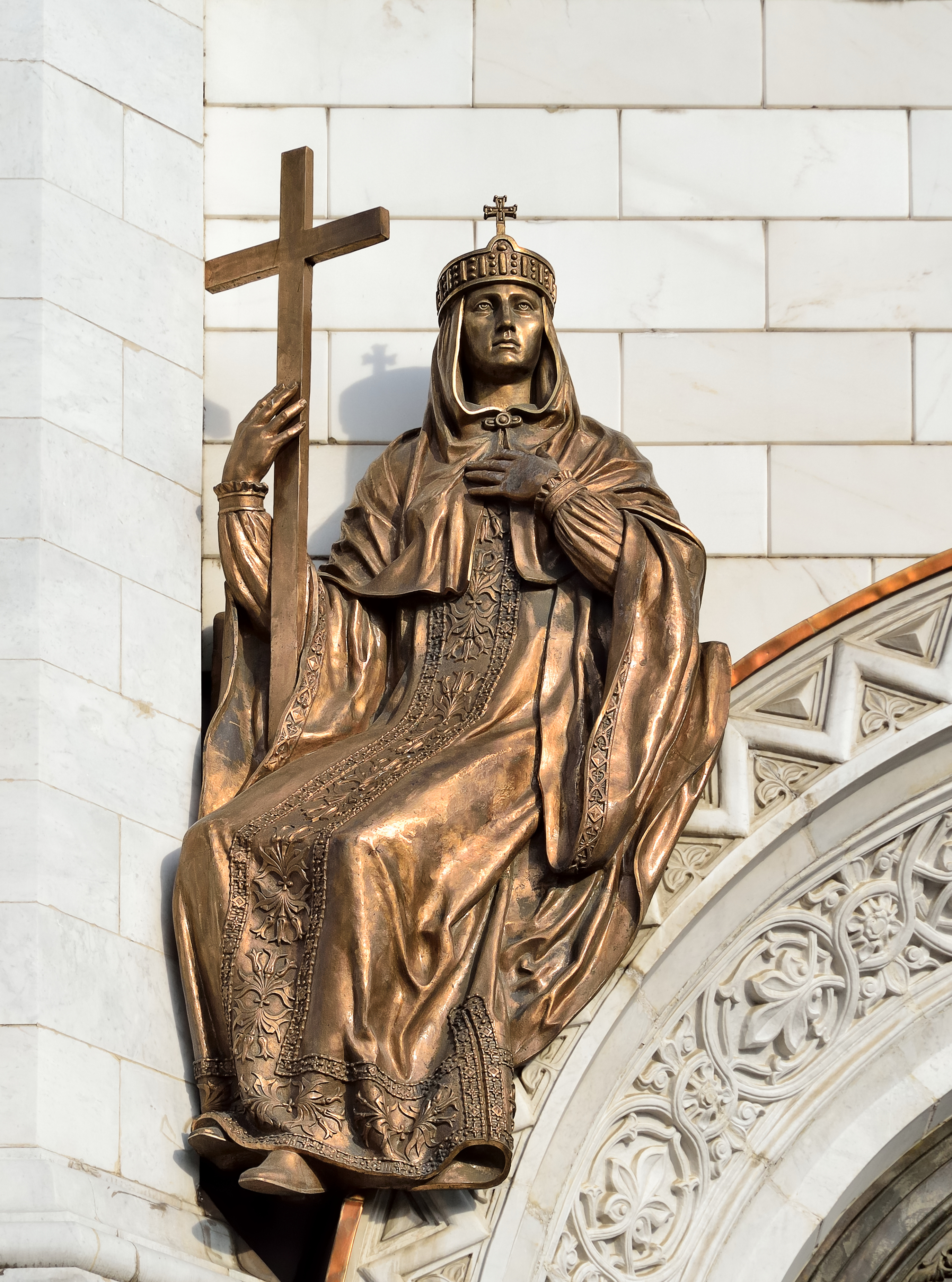
Heilige Helena über dem rechten Portal der Nordfassade der Moskauer Christ-Erlöser-Kathedrale (D. N. Tugarinow, 1994–1999)

Eine der bekanntesten Darstellungen der Heiligen befindet sich an einem der vier Hauptpfeiler der Kuppel des Petersdoms. Eine 1639 geschaffene monumentale Statue von Andrea Bolgi zeigt Helena mit dem Kreuz Christi. Darüber befindet sich eine Kapelle mit Balkon, in die 1629 auf Weisung des Barberini-Papstes Urban VIII. das größte in Rom noch erhaltene Stück des Kreuzes aus der Kirche Santa Croce in Gerusalemme übertragen wurde.
Die Gestalt der Helena erscheint auch in bildlichen Darstellungen der neun guten Heldinnen, sie ist in dieser ikonographischen Reihe eine Vertreterin des Christentums.

## Name
Die Bezeichnung „von Konstantinopel“ ist nicht antik. Sie stammt aus der Zeit der Kreuzzüge, als man die Kaiserin in die geographische Nähe des christlichen Byzanz rücken bzw. die Stadt Konstantins in Verbindung mit der Heiligen bringen wollte. Tatsächlich waren Helenas Geburtsstadt Drepanon, die Konstantin noch zu ihren Lebzeiten in Helenopolis umbenennen ließ, sowie auch die Nachbarstadt Nikomedia über Jahrzehnte ihre eigentlichen Lebensmittelpunkte. Beide Städte liegen nur ca. 40 km von Konstantinopel entfernt. Für einige Zeit lebte Helena in ihrer Beziehung mit Constantius in Naissus (Niš), wo sie ihren Sohn gebar. Erst mit 57 Jahren zog sie nach Konstantins Ernennung zum Caesar im Jahre 306 zu ihm nach Trier und folgte ihm ab 309 nach Rom.